# Reggiane Re.2001
Reggiane Re.2001 Falco II là một loại máy bay tiêm kích của Italy, nó được trang bị cho Regia Aeronautica (không quân Italy) trong Chiến tranh thế giới II. Do không cạnh tranh được với Macchi C.202, nên Re.2001 chỉ được sản xuất 252 chiếc, nhưng thiết kế linh hoạt của nó đã chứng minh nó có thể đảm nhiệm nhiều nhiệm vụ khác nhau. Do khả năng cơ động tốt nên nó có thể không chiến tầm gần với những đối thủ mạnh hơn như Supermarine Spitfire. Re.2001 đã trở thành cơ sở của loại tiêm kích nổi tiếng sau này là Re.2005.

## Biến thể

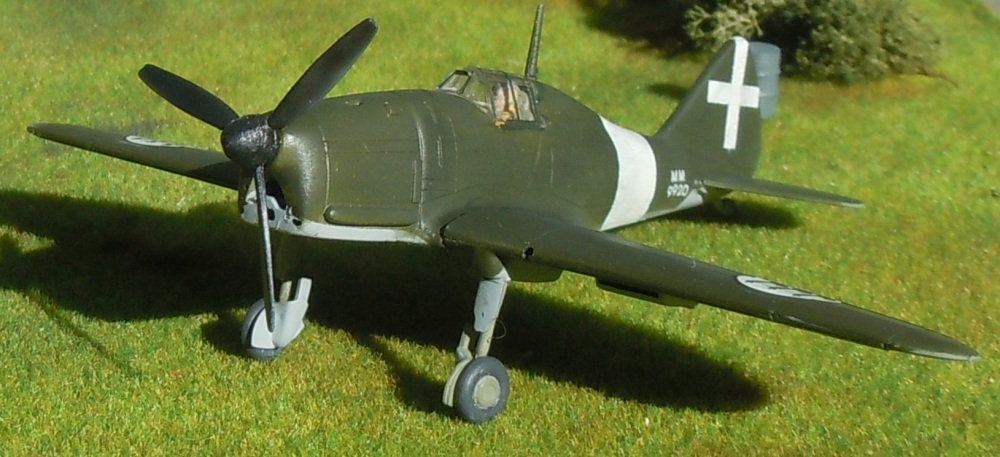
Mô hình Re.2001 Delta

Re.2001
Mẫu thử, 2 chiếc.
Re.2001 Serie I
Phiên bản sản xuất đầu tiên, có nhiệm vụ tiêm kích-bom và huấn luyện, 100 chiếc.
Re.2001 CB
Những chiếc tiêm kích-bom sủa đổi được sản xuất từ năm 1942, mang được 100 hoặc 250 kg bom.
Re.2001 OR Serie II
Phiên bản tiêm kích trang bị trên tàu đề xuất cho tàu sân bay Aquila, 50 chiếc.
Re.2001 CN Serie III & IV
Phiên bản tiêm kích bay đêm và tiêm kích-bom, 74 chiếc.
Re.2001 G/H
Phiên bản chống tăng và tiêm kích thả ngư lôi (mang được một quả ngư lôi 600 kg), 2 chiếc.
Re.2001 G/V
Phiên bản tiêm kích bom sửa đổi.
Re.2001 Delta
Phiên bản mẫu thử với động cơ 840 hp Isotta-Fraschini Delta RC 16/48, 1 chiếc.
Re.2001bis
Mẫu thử (MM.438) với bộ tản nhiệt mới, 1 chiếc, nó đã chứng minh nhanh hơn các biến thể Re.2001 khác, nhưng cuối cùng lại hoán cải trở về chuẩn Re.2001.
Các phiên bản khác được xem xét bao gồm tiêm kích chống tăng chuyên nhiệm (trang bị pháo 20 mm và bom chống tăng) và phiên bản trinh sát không ảnh Re.2001 Fotografico.

## Quốc gia sử dụng
Kingdom of Italy
- Regia Aeronautica

 Italian Social Republic
- Aeronautica Nazionale Repubblicana

## Tính năng kỹ chiến thuật (Re.2001 Serie III)

Reggiane Re.2001

### Đặc điểm riêng
- Tổ lái: 1
- Chiều dài: 8,36 m (27 ft 5 in)
- Sải cánh: 11 m (36 ft 1 in)
- Chiều cao: 3,15 m (10 ft 4 in)
- Diện tích cánh: 20,4 m² (219,58 ft²)
- Trọng lượng rỗng: 2.495 kg (5.500 lb)
- Trọng lượng có tải: 3.280 kg (7.231 lb)
- Động cơ: 1 × Alfa Romeo RA 1000 RC 41-la Monsone (chế tạo theo giấy phép của động cơ DB 601A-1), 871 kW (1.175 hp)

### Hiệu suất bay
- Vận tốc cực đại: 542 km/h (337 mph)
- Tầm bay: 1.100 km (684 mi)
- Trần bay: 11.000 m (36.090 ft)
- Vận tốc lên cao: 780 m/phút (2.591 ft/phút)
- Lực nâng của cánh: 32,93 lb/ft²

### Vũ khí
- 2 khẩu súng máy Breda-SAFAT 12,7 mm
- 2 khẩu súng máy Breda-SAFAT 7,7 mm